# Василів Олексій Федорович
Олексій (Олекса) Федорович Василів (нар. 30 березня 1920, село Опарі, Польща, тепер село Опори Дрогобицького району Львівської області — ?) — український радянський діяч, новатор виробництва, буровий майстер по ремонту газових свердловин Стрийського газопромислового управління Львівської області. Депутат Верховної Ради УРСР 7—8-го скликань.

## Біографія
Народився у бідній селянській родині. Батько помер, коли Олексію було п'ять років.
З 1940 до 1941 року працював бурильником газових свердловин у селі Опарах Дрогобицької області.
Після німецько-радянської війни два роки працював бурильником у Дагестанській АРСР. Потім повернувся до Дрогобицької області і до 1955 року працював буровим майстром газових свердловин у Опарах, Угерському, Більче-Волиці, Малій Горожанці, Комарному та селищі Богородчани (Станіславської області).
З 1955 року — майстер цеху капітального ремонту газових свердловин Стрийського газопромислового управління Львівської області.
Член КПРС.
Потім — на пенсії у місті Стрий Львівської області.

## Нагороди
- орден Леніна
- медаль «За трудову відзнаку»